# Bermudy na Letních olympijských hrách 2008
Bermudy se účastnily Letní olympiády 2008. Zastupovalo je 6 sportovců ve 4 sportech (atletika, plavání, triatlon, parkurové skákání). Bermudy nezískaly žádnou medaili.